# Freud (pel·lícula)
 Freud  (títol original alternatiu: Freud, the Secret Passion) és una pel·lícula estatunidenca dirigida per John Huston el 1962, per la Universal Pictures. Ha estat doblada al català.

## Argument
El jove Sigmund Freud torna a París per retrobar-se amb el professor Charcot, de qui li interessen els treballs sobre la hipnosi. Un cop torna a Viena, continua les seves pròpies recerques, malgrat l'oposició del seu cercle. Només el doctor Breuer li dona suport.

## Repartiment
- Montgomery Clift: Sigmund Freud
- Susannah York: Cecily Koertner
- Larry Parks: El Doctor Joseph Breuer
- Susan Kohner: Martha Freud
- Eileen Herlie: Frau Ida Koertner
- Joseph Fürst: Jacob Koertner
- Fernand Ledoux: El Professor Jean-Martin Charcot
- David McCallum: Carl von Schloessen
- Rosalie Crutchley: Frau Freud
- David Kossoff: Jacob Freud
- Eric Portman: El Doctor Theodore Meynert
- Alexander Mango: El Professor Joseph Babinski
- Leonard Sachs: Brouhardier
- Victor Beaumont: El Doctor Guber
- Allan Cuthbertson: Wilkie
- Maria Perschy: Magda
- Moira Redmond: Nora Wimmer
- John Huston (veu): El narrador

## Premis i nominacions

### Nominacions
- 1963: Oscar al millor guió original per Charles Kaufman i Wolfgang Reinhardt
- 1963: Oscar a la millor banda sonora per Jerry Goldsmith
- 1963: Globus d'Or a la millor pel·lícula dramàtica
- 1963: Globus d'Or al millor director per John Huston
- 1963: Globus d'Or a la millor actriu dramàtica per Susannah York
- 1963: Globus d'Or a la millor actriu secundària per Susan Kohner
- 1963: Os d'Or

## Al voltant de la pel·lícula
- El rodatge de la pel·lícula va ser extremadament complicat, ja que la salut de Montgomery Clift s'estaba degradant cada vegada més. Malalt de tiroides, després víctima de la cataractes, l'actor tenia problemes per omplir les seves obligacions. John Huston va admetre amb tot més tard: «Al cap i a la fi, penso que la seva interpretació era destacable. El mateix Freud era un home que reconeixia la seva neurosi. (...) Tenia almenys un actor també torturat. Va ser l'experiència més difícil que he tingut amb un actor. »